# 季季基夫
50°1′54″N 27°22′0″E / 50.03167°N 27.36667°E
季季基夫（烏克蘭語：Титьків），是烏克蘭西部的村莊，隸屬赫梅利尼茨基州的舍佩蒂夫卡區。該村始建於1780年，面積1.06平方公里，海拔高度250米，2001年人口515。